# Pholidichthys
Pholidichthys är ett släkte av fiskar. Pholidichthys ingår i familjen Pholidichthyidae.
Arterna förekommer i havet kring Filippinerna och fram till Salomonöarna.
Pholidichthys är enda släktet i familjen Pholidichthyidae.
Arter enligt Catalogue of Life:
- Pholidichthys anguis
- Pholidichthys leucotaenia